# Zopowy Osiedle
Zopowy Osiedle  (deutsch Soppau Siedlung) ist eine Ortschaft in Oberschlesien. Der Ort liegt in der Gmina Głubczyce im Powiat Głubczycki in der Woiwodschaft Oppeln in Polen.

## Geographie

### Geographische Lage
Zopowy Osiedle liegt sieben Kilometer südwestlich der Kreisstadt und des Gemeindesitzes Głubczyce (Leobschütz) sowie 71 Kilometer südlich der Woiwodschaftshauptstadt Opole (Oppeln). Der Ort liegt in der Nizina Śląska (Schlesische Tiefebene) innerhalb der Płaskowyż Głubczycki (Leobschützer Lößhügelland). Der Ort liegt an der Landesstraße Droga krajowa 38.

### Nachbarorte
Nachbarorte von Zopowy Osiedle sind im Osten Krzyżowice (Kreisewitz), im Süden Zopowy (Soppau), im Südwesten Mokre (Mocker) und im Westen Dobieszów (Dobersdorf).